# Guilherme II da Aquitânia
Guilherme II da Aquitânia, chamado também Guilherme o Jovem, foi duque da Aquitânia e conde da Auvérnia de 918 até a sua morte acontecida a 12 de dezembro de 926.